# Emilia Sykes
Pour les articles homonymes, voir Sykes.
Emilia Strong Sykes,, née le 4 janvier 1986, est une femme politique américaine qui représente le 13e district de l'Ohio à la Chambre des représentants des États-Unis. Membre du Parti démocrate, elle représente auparavant le 34e district de la Chambre des représentants de l'Ohio, qui comprend certaines parties de la région d'Akron. De 2019 à 2021, elle est également cheffe de la minorité de cette chambre.

## Biographie
Sykes grandit dans la région d'Akron et est la fille du sénateur d'État Vernon Sykes et de l'ancienne représentante de l'État Barbara Sykes, qui ont successivement occupé le même siège de 1982 à 2014. Entre Vernon, Barbara et Emilia, la famille Sykes occupe le siège pendant 40 ans,.
Sykes obtient un baccalauréat ès arts en psychologie de l'université d'État de Kent puis Juris Doctor du Levin College of Law de l'Université de Floride (en) et une maîtrise en santé publique du University of Florida College of Public Health and Health Professions (en).
Elle fréquente déjà l'université Tuskegee, où elle intente une action en justice contre l'université après que celle-ci l'ait honorée par erreur en tant que gagnante du concours de beauté Miss Tuskegee University en 2006 et ait révoqué son titre après l'avoir corrigé.
Sykes est conseillère administratif au bureau financier du comté de Summit. En 2013, elle se présente à la Chambre des représentants de l'Ohio pour succéder à son père, Vernon, dont le mandat est limité. Elle bat le conseiller du comté de Summit, Frank Communale, pour obtenir l'investiture démocrate et la candidate républicaine Cynthia Blake 72 % à 28 % aux élections générales.
En 2015, Sykes et sa collègue députée démocrate Greta Johnson présentent un projet de loi visant à exempter les produits d'hygiène féminine de la taxe de vente.
En 2019, Sykes est élue cheffe des démocrates à la Chambre de l'Ohio, devenant ainsi cheffe de la minorité.
Lors des primaires présidentielles du Parti démocrate de 2020, Sykes soutient Joe Biden.
Sykes remporte le prix Gabby Giffords Rising Star Award d'Emily's List en 2020.

## Chambre des représentants des États-Unis

### Élections

#### 2022
En janvier 2022, Sykes annonce sa candidature pour le 13e district du Congrès de l'Ohio.
En novembre 2022, elle remporte les élections générales, battant la candidate républicaine Madison Gesiotto Gilbert.

### Mandat
Vote du président de la Chambre
Sykes vote pour la première fois le 3 janvier 2023, votant à plusieurs reprises pour le représentant démocrate Hakeem Jeffries au poste de président de la Chambre.

#### Infrastructure
En mars 2023, Sykes et le représentant Bill Johnson (R-OH) coparrainent le bipartisan RAIL Act (HR1633), qui vise à améliorer la sécurité ferroviaire.

#### Politique COVID-19
Le 31 janvier 2023, Sykes vote contre HR497 : Freedom for Health Care Workers Act, un projet de loi qui supprime les exigences en matière de vaccin contre le COVID-19 pour les travailleurs de la santé,.
Le 1er février 2023, Sykes vote contre une résolution visant à mettre fin à l'urgence nationale liée au COVID-19,.

#### Syrie
En 2023, Sykes vote contre H.Con.Res. 21 qui ordonne au président Joe Biden de retirer les troupes américaines de Syrie dans un délai de 180 jours.

#### Droit de vote
Le 9 février 2023, Sykes vote contre HJRes.24 : désapprouvant l'action du conseil du district de Columbia en approuvant la loi modifiant la loi sur les droits de vote des résidents locaux de 2022,, qui annulerait la loi du district de Columbia qui autorise les résidents non-citoyens à voter aux élections locales,.

### Adhésions au caucus
Ce qui suit est une liste partielle des adhésions de Sykes :
- Caucus noir du Congrès
- Caucus bipartisan des femmes, vice-présidente
- New Democrat Coalition[30], vice-présidente du Groupe de travail sur le logement abordable
- Caucus américain d'Asie-Pacifique du Congrès
- Caucus des femmes démocrates
- Caucus diu congrès pour l'égalité (mouvement pro-LGBT) (en)[31]
- Caucus des résolveurs de problèmes, Groupe de travail sur l'abordabilité et l'accès aux produits pharmaceutiques
- Caucus des femmes dans les domaines STEM
- Coalition pour l'énergie durable et l'environnement

### Missions des comités
- Comité des transports et des infrastructures[29],[32]
  - Sous-comité des ressources en eau et de l'environnement (membre adjoint)
  - Sous-comité des routes et du transport en commun
- Comité de la science, de l'espace et de la technologie[29],[33]
  - Sous-comité de recherche et de technologie

## Voir également
- Liste des représentants des États-Unis afro-américains (en)
- Les femmes à la Chambre des représentants des États-Unis (en)